# 생태공학
생태공학(Ecological engineering)은 생태학과 공학을 사용하여 "인간 사회와 자연 환경 모두의 이익을 위해" 통합하는 생태계를 예측, 설계, 구성 또는 복원 및 관리한다.

## 학술 커리큘럼(대학)
생태공학을 위한 학술 커리큘럼이 제안되었으며, 전 세계 기관에서 프로그램을 시작하고 있다. 이 커리큘럼의 핵심 요소는 다음과 같습니다: 환경 공학, 시스템 생태학, 복원생태학, 생태학적 모델링, 정량적 생태학, 생태 공학의 경제학 및 기술 선택 과목. 세계 최초의 B.S. 생태공학 프로그램은 2009년 오리곤 주립대학교에서 공식화되었다.
이 과정 세트를 보완하는 것은 물리, 생물학, 화학 주제 영역의 전제 조건 과정과 통합 설계 경험이다. 맷록(Matlock) 등에 따르면 설계는 제약 조건을 식별하고 생태학적 시간에 따른 솔루션을 특성화하며 설계 평가에 생태학적 경제학을 통합해야 한다. 생태 공학의 경제학은 습지에 대한 에너지 원리를 사용하고 낙농장의 영양 가치 평가를 사용하여 입증되었다.

## 같이 보기
- 조림 (활동)
- 환경공학
- 녹색장성
- 생울타리
- 정원 디자인
- 매크로 엔지니어링
- 지속농업
- 삼북방호림